# Monumento a los Indios Verdes
El Monumento a los Indios Verdes es un conjunto de dos estatuas de bronce ubicadas al norte de la Ciudad de México que representan a los dos Huey Tlatoque mexicas Itzcóatl y Ahuizotl. Su color verde es el efecto de la humedad y el clima; miden entre tres y cuatro metros de altura y pesan más de tres toneladas. Las creó el artista Alejandro Casarín para formar parte de la representación de México en la Exposición Universal de 1889. En la base cuentan con inscripciones y grabados en náhuatl.
Se colocaron por primera vez en el Paseo de la Reforma en 1890. En 1902, se trasladaron a la Calzada de la Viga; en 1920, a la Avenida de los Insurgentes Norte, y allí permanecieron hasta 1979, cuando se construyó la estación del Metro Indios Verdes. Finalmente, el 25 de mayo del 2005 se trasladaron al Parque del Mestizaje, unos 500 metros al sur, debido a la construcción de la estación del Metrobús del mismo nombre. A la zona entre la estación Deportivo 18 de Marzo, con la carretera México-Pachuca, en el límite con el estado de México, se le conoce como Indios Verdes, debido a estos monumentos.